# Werner Schmidt (Mediziner, 1913)
Werner Schmidt (* 19. März 1913 in Östringen; † 18. Januar 2007 in Hanau) war ein deutscher Mediziner und Schriftsteller.

## Leben und Werk
1913 in Östringen als Sohn eines Tabakhändlers geboren, zog die Familie im Mai 1913 nach Langgöns bei Gießen. Ab 1932 studierte Schmidt in Gießen Medizin. Er wurde hospitierender Arzt in Hamburger Krankenhäusern. 1942 promovierte er Über leukämische Reaktionen. Als Arzt wurde er Anfang 1945 zur Organisation Todt zwangsverpflichtet und in eine Ortschaft bei Dresden versetzt, wo er die Dorfbevölkerung und Zwangsarbeiter medizinisch versorgen musste. Seine Mutter, Johanna Schmidt, überlebte als deutsche Jüdin die Deportation ins Ghetto Theresienstadt.
Nach dem Ende des Zweiten Weltkriegs wirkte Werner Schmidt maßgeblich beim Wiederaufbau der Medizinischen Klinik der Universität Gießen mit. 1956 wurde er außerplanmäßiger Professor und war viele Jahre ärztlicher Direktor des Stadtkrankenhauses Hanau.
Seine Autobiografie Leben an Grenzen. Autobiographischer Bericht eines Mediziners aus dunkler Zeit, 1989 zunächst im Ammann Verlag, dann 1993 und 2003 im Suhrkamp Verlag erschienen, ist ein wichtiges Zeugnis über die Situation der „Halbjuden“ in Nazi-Deutschland und im Nachkriegs-Deutschland. Es wurde im Jahre 1990 mit dem Literaturpreis der Bundesärztekammer ausgezeichnet.
1991 erhielt Schmidt die Justus-Liebig-Medaille der Universität Gießen.
Werner Schmidt war mit der Schauspielerin Herta Stoepel verheiratet und ist Vater der Autorin und Suhrkamp-Verlegerin Ulla Unseld-Berkéwicz und des Musikers und Komponisten Lesch Schmidt.

## Werke
- Leben an Grenzen. Autobiografischer Bericht eines Mediziners aus dunkler Zeit. Gelesen von Ulrich Matthes, 2 CD. Speak low, Berlin, 2012, ISBN 978-3-940018-09-0.